# 臺中市北屯區文昌國民小學
臺中市北屯區文昌國民小學是位於臺灣臺中市北屯區的一間市立國民小學，設立於1988年8月1日。

## 簡介
文昌國小以其手球隊以及特色教育而聞名，手球隊曾多次代表中華台北出賽，而海洋教育的成功甚至吸引香港學校到文昌國小觀摩，並與之締結聯盟。該校在2016年9月，與澎湖縣西嶼鄉合橫國民小學進行交流觀摩；10月，與臺中市立梨山國民中小學進行交流觀摩。
文昌校友：吳宇舒、劉香慈、劉方慈。
文昌國小校園種植的櫻花亦遠近馳名。

## 歷任校長
1. 石宏遠：1988年8月1日－1992年7月31日
2. 陳文卿：1992年8月1日－1995年7月31日
  1. 胡淑娟：1995年8月1日－1996年7月31日（代理）
3. 蘇雪蓁：1996年8月1日－2003年7月31日
4. 黃振山：2003年8月1日－2009年7月31日
5. 郭盈師：2009年8月1日－2017年7月31日
6. 吳嘉賢：2017年8月1日－2024年7月31日
7. 游榮祥：2024年8月1日－現任

## 外部連結
- 市立文昌國民小學官網 （页面存档备份，存于）